# 2003-as rövid pályás úszó-Európa-bajnokság
A 2003-as rövid pályás úszó-Európa-bajnokságot december 11. és december 14. között rendezték Dublinban, Írországban. Az Eb-n 38 versenyszámot rendeztek.

## Éremtáblázat
(A táblázatban Magyarország és a rendező nemzet eltérő háttérszínnel kiemelve.)
| Helyezés | Nemzet                | Arany | Ezüst | Bronz | Összesen |
| 1.       | Németország           | 7     | 6     | 8     | 21       |
| 2.       | Egyesült Királyság    | 7     | 6     | 1     | 14       |
| 3.       | Hollandia             | 5     | 1     | 2     | 8        |
| 4.       | Szlovénia             | 3     | 1     | 1     | 5        |
| 5.       | Magyarország          | 3     | 0     | 1     | 4        |
| 6.       | Svédország            | 2     | 5     | 0     | 7        |
| 7.       | Oroszország           | 2     | 3     | 2     | 7        |
| 8.       | Franciaország         | 2     | 0     | 2     | 4        |
| 9.       | Finnország            | 2     | 0     | 1     | 3        |
| 10.      | Olaszország           | 1     | 3     | 3     | 7        |
| 11.      | Ukrajna               | 1     | 2     | 4     | 7        |
| 12.      | Csehország            | 1     | 2     | 1     | 4        |
| 13.      | Szerbia és Montenegró | 1     | 1     | 0     | 2        |
| 13.      | Szlovákia             | 1     | 1     | 0     | 2        |
| 15.      | Ausztria              | 1     | 0     | 3     | 4        |
| 16.      | Spanyolország         | 1     | 0     | 1     | 2        |
| 17.      | Fehéroroszország      | 0     | 1     | 3     | 4        |
| 18.      | Svájc                 | 0     | 1     | 1     | 2        |
| 19.      | Horvátország          | 0     | 1     | 0     | 1        |
| 19.      | Izland                | 0     | 1     | 0     | 1        |
| 19.      | Írország              | 0     | 1     | 0     | 1        |
| 22.      | Dánia                 | 0     | 0     | 2     | 2        |
| 22.      | Lengyelország         | 0     | 0     | 2     | 2        |
| 24.      | Litvánia              | 0     | 0     | 1     | 1        |
| Összesen | Összesen              | 40    | 36    | 39    | 115      |

## Érmesek
- WR – világrekord (World Record)
- ER – Európa-rekord (európai versenyző által elért eddigi legjobb eredmény) (European Record)

### Férfi
| Versenyszám              | Arany                                                                              | Arany    | Ezüst                                                                                  | Ezüst    | Bronz                                                                             | Bronz    |
| ------------------------ | ---------------------------------------------------------------------------------- | -------- | -------------------------------------------------------------------------------------- | -------- | --------------------------------------------------------------------------------- | -------- |
| 50 m-es gyorsúszás       | Mark Foster · Egyesült Királyság                                                   | 21,42    | Milorad Čavić · Szerbia és Montenegró                                                  | 21,49    | Bartosz Kizierowski · Lengyelország                                               | 21,54    |
| 100 m-es gyorsúszás      | Pieter van den Hoogenband · Hollandia                                              | 46,81    | Filippo Magnini · Olaszország                                                          | 47,32    | Christian Galenda · Olaszország                                                   | 47,77    |
| 200 m-es gyorsúszás      | Pieter van den Hoogenband · Hollandia                                              | 1:41,89  | Květoslav Svoboda · Csehország                                                         | 1:44,56  | Saulius Binevičius · Litvánia                                                     | 1:45,09  |
| 400 m-es gyorsúszás      | Jurij Priljukov · Oroszország · Massimiliano Rosolino · Olaszország                | 3:40,19  | nem adták ki                                                                           |          | Květoslav Svoboda · Csehország                                                    | 3:42,34  |
| 1500 m-es gyorsúszás     | Jurij Priljukov · Oroszország                                                      | 14:31,82 | Graeme Smith · Egyesült Királyság                                                      | 14:42,64 | Massimiliano Rosolino · Olaszország                                               | 14:47,34 |
|                          |                                                                                    |          |                                                                                        |          |                                                                                   |          |
| 50 m-es hátúszás         | Thomas Rupprath · Németország                                                      | 23,71    | Vyacheslav Shyrshov · Ukrajna                                                          | 24,16    | Toni Helbig · Németország                                                         | 24,19    |
| 100 m-es hátúszás        | Thomas Rupprath · Németország                                                      | 50,72    | Örn Arnarson · Izland                                                                  | 51,74    | Steffen Driesen · Németország                                                     | 51,92    |
| 200 m-es hátúszás        | Blaž Medvešek · Szlovénia                                                          | 1:52,60  | Steffen Driesen · Németország                                                          | 1:53,07  | Markus Rogan · Ausztria                                                           | 1:53,08  |
|                          |                                                                                    |          |                                                                                        |          |                                                                                   |          |
| 50 m-es mellúszás        | Oleg Lisogor · Ukrajna                                                             | 26,89    | Remo Lütolf · Svájc                                                                    | 27,02    | Mark Warnecke · Németország                                                       | 27,03    |
| 100 m-es mellúszás       | James Gibson · Egyesült Királyság                                                  | 58,03    | Oleg Lisogor · Ukrajna                                                                 | 58,42    | Darren Mew · Egyesült Királyság                                                   | 58,78    |
| 200 m-es mellúszás       | Ian Edmond · Egyesült Királyság                                                    | 2:05,63  | Andrew Bree · Írország                                                                 | 2:08,02  | Thijs van Valkengoed · Hollandia                                                  | 2:08,30  |
|                          |                                                                                    |          |                                                                                        |          |                                                                                   |          |
| 50 m-es pillangóúszás    | Mark Foster · Egyesült Királyság                                                   | 23,22    | Alexei Puninski · Horvátország                                                         | 23,40    | Andriy Serdinov · Ukrajna                                                         | 23,44    |
| 100 m-es pillangóúszás   | Milorad Čavić · Szerbia és Montenegró                                              | 50,02 WR | Thomas Rupprath · Németország                                                          | 50,43    | Andriy Serdinov · Ukrajna                                                         | 50,88    |
| 200 m-es pillangóúszás   | Franck Esposito · Franciaország                                                    | 1:51,98  | Stephen Parry · Egyesült Királyság                                                     | 1:53,01  | Paweł Korzeniowski · Lengyelország                                                | 1:53,68  |
|                          |                                                                                    |          |                                                                                        |          |                                                                                   |          |
| 100 m-es vegyes úszás    | Peter Mankoč · Szlovénia · Jani Sievinen · Finnország                              | 53,35    | nem adták ki                                                                           |          | Marco de Carli · Németország                                                      | 54,06    |
| 200 m-es vegyes úszás    | Jani Sievinen · Finnország                                                         | 1:55,40  | Massimiliano Rosolino · Olaszország                                                    | 1:56,70  | Peter Mankoč · Szlovénia                                                          | 1:57,03  |
| 400 m-es vegyes úszás    | Cseh László · Magyarország                                                         | 4:04,10  | Robin Francis · Egyesült Királyság                                                     | 4:05,20  | Massimiliano Rosolino · Olaszország                                               | 4:06,59  |
|                          |                                                                                    |          |                                                                                        |          |                                                                                   |          |
| 4 × 50 m-es gyorsváltó   | Hollandia · Mark Veens · Johan Kenkhuis · Gijs Damen · Pieter van den Hoogenband   | 1:25,55  | Németország · Carsten Dehmlow · Benjamin Friedrich · Fabian Friedrich · Jens Schreiber | 1:26,26  | Ukrajna · Vyacheslav Shyrshov · Yuri Yegoshin · Oleg Lisogor · Oleksandr Volynets | 1,26,30  |
| 4 × 50 m-es vegyes váltó | Németország · Thomas Rupprath · Mark Warnecke · Fabian Friedrich · Carsten Dehmlow | 1:34,46  | Svédország · Jens Petersson · Martin Gustavsson · Björn Lundin · Stefan Nystrand       | 1:36,28  | Svájc · Flori Lang · Remo Lütolf · Lorenz Liechti · Karel Novy                    | 1:36,65  |

### Női
| Versenyszám              | Arany                                                                                 | Arany   | Ezüst                                                                                      | Ezüst   | Bronz                                                                               | Bronz   |
| ------------------------ | ------------------------------------------------------------------------------------- | ------- | ------------------------------------------------------------------------------------------ | ------- | ----------------------------------------------------------------------------------- | ------- |
| 50 m-es gyorsúszás       | Marleen Veldhuis · Hollandia                                                          | 24,39   | Alison Sheppard · Egyesült Királyság                                                       | 24,48   | Malia Metella · Franciaország                                                       | 24,54   |
| 100 m-es gyorsúszás      | Malia Metella · Franciaország                                                         | 53,15   | Marleen Veldhuis · Hollandia                                                               | 53,42   | Hanna-Maria Seppälä · Finnország                                                    | 53,46   |
| 200 m-es gyorsúszás      | Melanie Marshall · Egyesült Királyság                                                 | 1:55,10 | Josefin Lillhage · Svédország                                                              | 1:55,57 | Alena Popchanka · Fehéroroszország                                                  | 1:55,66 |
| 400 m-es gyorsúszás      | Joanne Jackson · Egyesült Királyság                                                   | 4:04,00 | Rebecca Cooke · Egyesült Királyság                                                         | 4:04,80 | Melissa Caballero · Spanyolország · Regina Sytch · Oroszország                      | 4:05,00 |
| 800 m-es gyorsúszás      | Erika Villaecija · Spanyolország                                                      | 8:18,65 | Rebecca Cooke · Egyesült Királyság                                                         | 8:22,05 | Risztov Éva · Magyarország                                                          | 8:23,94 |
|                          |                                                                                       |         |                                                                                            |         |                                                                                     |         |
| 50 m-es hátúszás         | Ilona Hlaváčková · Csehország                                                         | 27,48   | Antje Buschschulte · Németország                                                           | 27,54   | Louise Ørnstedt · Dánia                                                             | 27,56   |
| 100 m-es hátúszás        | Antje Buschschulte · Németország                                                      | 58,40   | Ilona Hlaváčková · Csehország                                                              | 58,72   | Laure Manaudou · Franciaország                                                      | 58,99   |
| 200 m-es hátúszás        | Antje Buschschulte · Németország                                                      | 2:04,23 | Sztanyiszlava Komarova · Oroszország                                                       | 2:05,42 | Iryna Amshennikova · Ukrajna                                                        | 2:06,51 |
|                          |                                                                                       |         |                                                                                            |         |                                                                                     |         |
| 50 m-es mellúszás        | Sarah Poewe · Németország                                                             | 30,40   | Emma Igelström · Svédország                                                                | 30,59   | Yelena Bogonazova · Oroszország                                                     | 30,99   |
| 100 m-es mellúszás       | Sarah Poewe · Németország                                                             | 1:06,31 | Elena Bogonazova · Oroszország                                                             | 1:06,63 | Mirna Jukić · Ausztria                                                              | 1:06,68 |
| 200 m-es mellúszás       | Mirna Jukić · Ausztria                                                                | 2:21,09 | Anne Poleska · Németország                                                                 | 2:21,93 | Simone Weiler · Németország                                                         | 2:22,64 |
|                          |                                                                                       |         |                                                                                            |         |                                                                                     |         |
| 50 m-es pillangóúszás    | Anna-Karin Kammerling · Svédország                                                    | 25,91   | Martina Moravcová · Szlovákia                                                              | 26,25   | Fabienne Nadarajah · Ausztria                                                       | 26,44   |
| 100 m-es pillangóúszás   | Martina Moravcová · Szlovákia                                                         | 57,25   | Johanna Sjöberg · Svédország                                                               | 58,23   | Alena Popchanka · Fehéroroszország                                                  | 58,26   |
| 200 m-es pillangóúszás   | Risztov Éva · Magyarország                                                            | 2:06,72 | Francesca Segat · Olaszország                                                              | 2:07,12 | Mette Jacobsen · Dánia                                                              | 2:07,55 |
|                          |                                                                                       |         |                                                                                            |         |                                                                                     |         |
| 100 m-es vegyes úszás    | Alison Sheppard · Egyesült Királyság                                                  | 1:01,19 | Alenka Kejžar · Szlovénia                                                                  | 1:01,29 | Hanna Shcherba · Fehéroroszország                                                   | 1:01,40 |
| 200 m-es vegyes úszás    | Alenka Kejžar · Szlovénia                                                             | 2:09,32 | Hanna Shcherba · Fehéroroszország                                                          | 2:11,00 | Teresa Rohmann · Németország                                                        | 2:11,44 |
| 400 m-es vegyes úszás    | Risztov Éva · Magyarország                                                            | 4:33,57 | Yana Tolkatcheva · Oroszország                                                             | 4:35,28 | Teresa Rohmann · Németország                                                        | 4:35,47 |
|                          |                                                                                       |         |                                                                                            |         |                                                                                     |         |
| 4 × 50 m-es gyorsváltó   | Hollandia · Hinkelien Schreuder · Annabel Kosten · Chantal Groot · Marleen Veldhuis   | 1:37,52 | Svédország · Claire Hedenskog · Anna-Karin Kammerling · Johanna Sjöberg · Josefin Lillhage | 1:37,68 | Németország · Katrin Meissner · Sandra Völker · Petra Dallmann · Britta Steffen     | 1:38,68 |
| 4 × 50 m-es vegyes váltó | Svédország · Emelie Kierkegaard · Emma Igelström · Johanna Sjöberg · Josefin Lillhage | 1:48,79 | Németország · Antje Buschschulte · Sarah Poewe · Janine Pietsch · Sandra Völker            | 1:48,85 | Hollandia · Hinkelien Schreuder · Moniek Nijhuis · Chantal Groot · Marleen Veldhuis | 1:49,10 |